# Helena Sanches Osório
Helena Maria da Câmara Chaves de Sanches Osório (São Sebastião da Pedreira, Lisboa, 6 de agosto de 1942 – Estoril, Cascais, 4 de agosto de 2003) foi uma jornalista portuguesa de investigação política tendo iniciado a sua carreira jornalística aos 38 anos, na secção política do Diário de Notícias. Helena Sanches Osório estudou sociologia em Lisboa, tendo mais tarde frequentado estudos de pintura e informática, em Lisboa e Nova Iorque.
Em 1989 junta-se à equipa fundadora do jornal “O Independente”, tornando-se diretora adjunta em 1992, já com Paulo Portas como diretor do jornal.
Helena Sanches Osório ganhou uma reputação de jornalista de investigação política, alicerçada na divulgação de diversos casos de corrupção apontados ao Governo de maioria absoluta de Aníbal Cavaco Silva. São exemplos de investigações suas a alegada fuga ao fisco do então ministro das Finanças, Miguel Cadilhe; o caso Costa Freire; as acusações à UGT de fuga ao fisco e desvio de verbas, e o caso do fax de Macau ou ainda o caso do sangue dos hemofílicos.
Em 1996, a convite de Francisco Pinto Balsemão, assume a direção do jornal vespertino a “A Capital”, entretanto adquirido pelo Grupo Impresa, onde fica até 1999. No ano seguinte assume o cargo de administradora não executiva do Grupo Impresa.
Foi ainda coautora, com Miguel Esteves Cardoso, e participante do programa de televisão "A noite da má lingua", apresentado por Júlia Pinheiro.
Helena Sanches Osório ficou também conhecida pelo "Caso da virgula", onde no programa da RTP "Conversa afiada" com Joaquim Letria, divulgou que sabia de um ministro que teria recebido 120 mil contos para alterar uma virgula num decreto-lei, mas que não tinha publicado essa noticia por falta de provas. Essa informação valeu-lhe o primeiro inquérito parlamentar a um jornalista em Portugal, o chamado “Caso da virgula”, para apurar a identidade do ministro em causa. Por não ter provas contundentes, Helena Sanches Osório nunca publicou a noticia e por isso também não divulgou o nome do ministro em questão e a comissão parlamentar de inquérito foi inconclusiva.
Helena Sanches Osório foi sempre uma entusiasta das novas tecnologias e do enorme potencial da internet. Quando se afastou dos jornais, criou o seu próprio espaço na Internet para o grupo Imprensa, o ForumHSO, no ano 2000, onde entrevistava personalidades públicas em direto e organizava petições públicas para submeter à Assembleia da Républica e ao Parlamento Europeu.
Precursor do IRC ou dos atuais podcast, o Forum HSO entrevistou personalidades tão antagónicas como a procuradora geral adjunta à época, Maria José Morgado, ou o polémico musico Adolfo Luxuria Canibal. José Luis Judas, Pedro Santana Lopes, Mariano Gago, Rui Zink, António Capucho foram algumas das personalidades entrevistas em direto no ForumHSO.
Alguns temas discutidos também não podiam ser mais atuais: Genoma Humano, Toros de Morte em Barrancos, Hacking em Portugal, Transferências no Futebol, Diabetes, Criminalidade Informática foram alguns exemplos dos temas debatidos. O ForumHSO era também um espaço de opinião. Para além da autora, foram vários os convidados a escrever para este espaço digital.

## Família e descendência
Helena Maria da Câmara Chaves de Sanches Osório, é a primeira de oito filhos de João Ricardo Vilardebó da Fonseca Chaves (Lisboa, Freguesia do Coração de Jesus, 10 de Maio de 1914 -- 26 de fevereiro de 2004), e de sua mulher D. Maria da Assunção de Melo da Costa da Câmara Chaves (Cascais, 13 de Agosto de 1920)
Teve três filhos do primeiro casamento com Francisco José D’Orey da Cunha, a saber:  
Maria da Assunção Chaves da Cunha de Castello Branco, (Lisboa, 4 de fevereiro de 1965), casada com Segismundo de Castello Branco. Tem três filhos: José Inácio da Cunha Castello Branco, Ana Mafalda da Cunha Castello Branco e Maria da Assunção da Cunha Castello Branco.
Salvador Francisco Chaves da Cunha (Cascais, 30 de maio de 1966), casado com Marta Maria da Câmara Gouveia Ferreira da Costa da Cunha. Tem dois filhos: Salvador Duarte Antunes da Cunha e Helena Maria da Câmara Ferreira da Costa da Cunha, e um enteado: Lourenço Ferreira da Costa Portugal Fernandes.
Ana Mafalda Chaves da Cunha (Lisboa, 21 de fevereiro de 1968), também com dois filhos: José Maria da Cunha de Lucena e Valle e Ana Mafalda da Cunha de Lucena e Valle.
Casou-se uma segunda vez com José Eduardo Sanches Osório (Lisboa, 2 de dezembro de 1940, Ministro, Major, Engenheiro, Deputado, Advogado, Presidente e Fundador do PDC - Partido da Democracia Cristã) em Paris, no consulado de Portugal em Nogent-sur-Marne a 27 de setembro de 1978 de quem se divorciou em 1995.

## Livros
Helena Sanches Osório publicou dois livros:
- Um Só Rosto, Uma Só Fé – Conversas com Adelino da Palma Carlos, (1988); Editora Referendo.[12]
- Nana (1998). Editora Bizâncio[12]